# Saint-Forgeux
Saint-Forgeux är en kommun i departementet Rhône i regionen Auvergne-Rhône-Alpes i östra Frankrike. Kommunen ligger i kantonen Tarare som tillhör arrondissementet Villefranche-sur-Saône. År 2022 hade Saint-Forgeux 1 538 invånare.

## Befolkningsutveckling
Antalet invånare i kommunen Saint-Forgeux
| Referens: INSEE |